# Congo Bill
Congo Bill (Congorilla) est un personnage appartenant à DC Comics et Vertigo. Il est apparu pour la première fois dans More Fun Comics no 56 en juin 1946, créé par Whitney Ellsworth et George Papp durant l'Âge d'or des comics. Congo Bill prend le nom de Congorilla sous la plume de Robert Bernstein et Howard Sherman dans Action Comics no 248 en 1959.

## Historique
Congo Bill est inspiré du Jungle Jim de 1934 d'Alexandre Gillespie Raymond.

## Synopsis
Congo Bill est devenu un célèbre chasseur et un explorateur au Congo (Afrique). Il reçut le respect des tribus africaines, jusqu'au jour où le chef Kawolo lui donne un anneau magique qui peut le transformer en un super gorille doré.

### Congorilla
C'est dans Action Comics no 178 que Congo Bill rencontre Congorilla, qui le sauve des lions. Plus tard, Congorilla est capturé. Il paye 1000 livres pour sa libération.

## Autres personnages
- Janu "The Jungle Boy",
- Devilin DuPaul, Thomas Glass, Toni Lin, Tshimumba, Dr. Forester

## Publications

### Séries américaines
- Sous le nom de Congo Bill[1]
  - 1940-1941 : More Fun Comics no 56 à 67
  - 1941-1958 : Action Comics no 37 à 247
  - 1954-1955 : Congo Bill no 1-7, Nick Cardy (dessin)
  - 1999-2000 : Congo Bill vol.2, no 1-4, Scott Cunningham (scénario) et Danijel Zezelj (dessin), Vertigo[2]
- Sous le nom de Congorilla[1]
  - 1959-1960 : Action Comics no 248 à 261
  - 19601961 : Adventure Comics no 270 à 283
  - 1992-1993 : Congorilla no 1-4, Steve Englehart (scénario) et Neil Vokes (dessin)[3]
  - 2009-2010 : Justice League: Cry for Justice no 1-7, James Robinson et Len Wein (scénario) ; Mauro Cascioli et Ardian Syaf (dessin)
  - 2010-2011 : Justice League of America Vol. 2 no 42-60

### Éditions françaises
- 2000 : Congo Bill, Danijel Zezelj, Mosquito,  (ISBN 2-908551-35-7)[4].

## Dans les autres médias
- Congo Bill (en français Congo Bill, roi de la jungle) est un serial américain en quinze chapitres réalisé par Spencer Gordon Bennet et Thomas Carr, sorti en 1948. Basé sur le comics, c'est l'acteur Don McGuire qui joue l'aventurier Congo Bill[5].
- DC Universe Online, jeu vidéo.